# チューリップ・ガーデン
『チューリップ・ガーデン』は、チューリップのベスト・アルバム。1977年11月5日発売。

## 解説
デビュー後の安定期を経て送り出したベスト・アルバムで、それまでオリジナル・アルバムには未収録だった楽曲も含めた全シングル曲が収録されている。
小倉エージによる寄稿文が印刷されている他、クレジットの代わりに「I dedicate this record to stewardess throughout the country」の一文が添えられている。
ジャケットの背景の花柄模様は、なかなか良い素材が見つからない中で、レコード会社内のトイレの壁紙が目につき、そのまま撮影された写真が採用されている。
デビュー50周年となる2022年には、リマスターして2枚組LPと2枚組SHM-CD及び、ライブなどの未発表音源及び写真集を付けた《チューリップ・ガーデン&バックヤード》が完全生産限定盤として発売された。

## 収録曲
SIDE 1
1. 魔法の黄色い靴
  - 作詞／作曲：財津和夫　編曲：チューリップ・木田高介　ボーカル：財津和夫
2. ハーモニー
  - 作詞／作曲：財津和夫　編曲：チューリップ・青木望　ボーカル：財津和夫
3. 一人の部屋
  - 作詞／作曲：財津和夫　編曲：チューリップ・青木望　ボーカル：財津和夫
4. 田舎へ引越そう
  - 作詞／作曲：財津和夫　編曲：チューリップ　ボーカル：財津和夫
5. 心の旅
  - 作詞／作曲：財津和夫　編曲：チューリップ・青木望　ボーカル：姫野達也
6. 夢中さ君に
  - 作詞／作曲：財津和夫　編曲：チューリップ　ボーカル：財津和夫

SIDE 2
1. 夏色のおもいで
  - 作詞：松本隆／作曲：財津和夫　編曲：チューリップ・川口真　ボーカル：姫野達也
2. しっぽの丸い子犬
  - 作詞／作曲：財津和夫　編曲：チューリップ　ボーカル：財津和夫
3. 銀の指環
  - 作詞／作曲：財津和夫　編曲：チューリップ　ボーカル：姫野達也
4. セプテンバー
  - 作詞／作曲：財津和夫　編曲：チューリップ　ボーカル：財津和夫
5. 青春の影
  - 作詞／作曲：財津和夫　編曲：チューリップ・青木望　ボーカル：財津和夫
6. 一本の傘
  - 作詞／作曲：財津和夫　編曲：チューリップ　ボーカル：財津和夫・姫野達也

SIDE 3
1. ぼくがつくった愛のうた（いとしのEmily）
  - 作詞／作曲：財津和夫　編曲：チューリップ・青木望　ボーカル：姫野達也
2. 私のアイドル
  - 作詞／作曲：財津和夫　編曲：チューリップ　ボーカル：財津和夫
3. サボテンの花
  - 作詞／作曲：財津和夫　編曲：チューリップ　ボーカル：財津和夫
4. なくした言葉
  - 作詞：財津和夫／作曲：姫野達也　編曲：チューリップ・青木望　ボーカル：姫野達也
5. 悲しきレイン・トレイン
  - 作詞／作曲：財津和夫　編曲：チューリップ・青木望　ボーカル：姫野達也
6. さよならのプレゼント
  - 作詞／作曲：安部俊幸　編曲：チューリップ　ボーカル：安部俊幸

SIDE 4
1. 娘が嫁ぐ朝
  - 作詞／作曲：財津和夫　編曲：チューリップ　ボーカル：財津和夫
2. 風見鳥
  - 作詞：安部俊幸／作曲：姫野達也　編曲：チューリップ　ボーカル：姫野達也
3. 風のメロディ
  - 作詞：財津和夫／作曲：財津和夫・姫野達也　編曲：チューリップ　ボーカル：財津和夫・姫野達也
4. ともだちのあなただから
  - 作詞／作曲：財津和夫　編曲：チューリップ　ボーカル：財津和夫
5. ブルー・スカイ
  - 作詞／作曲：財津和夫　編曲：チューリップ・乾裕樹　ボーカル：財津和夫
6. 恋人への手紙
  - 作詞／作曲：財津和夫　編曲：チューリップ　ボーカル：財津和夫

### CD

#### DISC.1
1. 魔法の黄色い靴
2. ハーモニー
3. 一人の部屋
4. 田舎へ引越そう
5. 心の旅
6. 夢中さ君に
7. 夏色のおもいで
8. しっぽの丸い小犬
9. 銀の指環
10. セプテンバー
11. 青春の影
12. 一本の傘

#### DISC.2
1. ぼくがつくった愛のうた（いとしのEmily）
2. 私のアイドル
3. サボテンの花
4. なくした言葉
5. 悲しきレイン・トレイン
6. さよならのプレゼント
7. 娘が嫁ぐ朝
8. 風見鳥
9. 風のメロディ
10. ともだちのあなただから
11. ブルー・スカイ
12. 恋人への手紙